# Alfreð Finnbogason
Alfreð Finnbogason [alfrɛð fɪmpɔɣasɔn] (* 1. Februar 1989 in Reykjavík) ist ein ehemaliger isländischer Fußballspieler.

## Werdegang
Alfreð Finnbogason begann mit dem Fußballspielen in der Jugend von Fjölnir Reykjavík, ehe er Ende der 1990er Jahre wegen eines Studienaufenthaltes seines Vaters im schottischen Edinburgh für die Nachwuchsmannschaft des dort ansässigen Vereins Hutchison Vale FC auflief. Anschließend erneut für Fjölnir aktiv, wechselte er 2005 in die Jugend des Breiðablik Kópavogur. Dort spielte er im Nachwuchs unter anderem an der Seite der späteren Nationalspieler Jóhann Berg Guðmundsson, Gylfi Þór Sigurðsson, Elfar Freyr Helgason und Guðmundur Kristjánsson.
Ab Juli 2007 verlieh Breiðablik UBK bis zum Saisonende im Oktober Alfreð Finnbogason an den unterklassig antretenden Klub Augnablik Kópavogur, der vor allem für seine Basketballmannschaft bekannt ist. Dort absolvierte er seine ersten Pflichtspiele im Erwachsenenbereich. Nach seiner Rückkehr debütierte er im folgenden Jahr in der Úrvalsdeild. In der Spielzeit 2009 etablierte er sich als Stammspieler im Angriff und war mit 13 Saisontoren hinter Björgólfur Hideaki Takefusa und Atli Viðar Björnsson drittbester Torschütze der Meisterschaft. Zudem erreichte er mit der Mannschaft das Endspiel um den Landespokal. Im Spiel gegen Fram Reykjavík im Oktober des Jahres stand er an der Seite von Kristinn Jónsson, Elfar Freyr Helgason, Kristinn Steindórsson, Arnar Grétarsson und Guðmundur Kristjánsson in der Startformation und erzielte beide Tore zum 2:2-Endstand nach 120 Minuten. Im Elfmeterschießen gewann er mit der Mannschaft den Titel.
Die folgende Spielzeit gestaltete sich für ihn erfolgreich: mit 14 Saisontoren trug er entscheidend zum ersten Meistertitel der Vereinsgeschichte bei, gleichzeitig bedeuteten diese gleichauf mit Atli Viðar Björnsson und Gilles Mbang Ondo den Titel des Torschützenkönigs.
Nach Abschluss der Spielzeit unterschrieb Alfreð Finnbogason einen Vertrag beim belgischen Klub Sporting Lokeren. Ab Januar für den Klub spielberechtigt, traf er in den ausstehenden acht Saisonspielen der regulären Spielzeit 2010/11 dreimal. In den Play-off-Spielen nicht mehr als Torschütze erfolgreich, verlor er wieder seinen zwischenzeitlich erkämpften Stammplatz. Nach nur sieben weiteren Spieleinsätzen bis zum Frühjahr 2012 verlieh ihn der Klub Anfang März bis zum 15. August ohne Einbindung einer Kaufoption an den amtierenden schwedischen Doublegewinner Helsingborgs IF. Sein Pflichtspieldebüt absolvierte er beim Gewinn des Supercups gegen den schwedischen Vizemeister AIK Solna durch einen 2:0-Sieg nach zwei Treffern von Rachid Bouaouzan. In der anschließenden Allsvenskan-Spielzeit 2012 avancierte er zum regelmäßigen Torschützen, bis zum Ende der Leihfrist erzielte er in 17 Saisonspielen zwölf Tore. Auch im Europapokal machte er auf sich aufmerksam, alleine bei den beiden Spielen gegen den polnischen Meister Śląsk Breslau in der 3. Qualifikationsrunde zur Champions League traf er einmal und legte fünf weitere Tore auf. Dies weckte Begehrlichkeiten auch außerhalb der Landesgrenzen. Hatte die Presse noch wenige Tage vor Ablauf der Leihfrist den Spieler damit zitiert, Einigkeit mit dem schwedischen Klub über einen Dreijahresvertrag erzielt zu haben, unterschrieb er am 16. August einen Vertrag über drei Spielzeiten beim von Marco van Basten trainierten niederländischen Klub SC Heerenveen. 2014 wechselte Alfreð Finnbogason zum spanischen Erstligisten Real Sociedad. Im Sommer 2015 wurde er an den griechischen Rekordmeister Olympiakos Piräus und Anfang 2016 an den deutschen Erstligisten FC Augsburg ausgeliehen.
Sein Bundesligadebüt gab er am 6. Februar 2016 (20. Spieltag) bei der 1:2-Niederlage im Auswärtsspiel gegen FC Ingolstadt 04 mit Einwechslung für Alexander Esswein in der 70. Minute. Sein erstes Bundesligator erzielte er am 28. Februar 2016 (23. Spieltag) beim 2:2 im Heimspiel gegen Borussia Mönchengladbach mit dem Treffer zum 1:1 in der 50. Minute. Insgesamt erzielte Alfreð Finnbogason in der Rückrunde sieben Treffer; danach wurde er fest verpflichtet und mit einem bis zum 30. Juni 2020 laufenden Vertrag ausgestattet. Während der Saison 2016/17 fiel er aufgrund einer Schambeinentzündung rund viereinhalb Monate aus. Am 26. August 2017, dem 2. Spieltag der Saison 2017/18, traf er beim 2:2 gegen Borussia Mönchengladbach nach 36 gespielten Sekunden zum 1:0. Dieses Tor ist das bisher schnellste Tor der Augsburger in der Bundesliga.
Sein Vertrag mit dem FC Augsburg endete mit Ablauf der Saison 2021/22. Alfreð Finnbogason trainierte zunächst bei Lyngby BK mit, bevor er dort Anfang September 2022 einen Vertrag für den Rest der Saison 2022/23 unterschrieb. Er bestritt dann 17 von 29 möglichen Ligaspielen für Lyngby, in denen er fünf Tore schoss. Dazu kam ein Spiel für die Reserve. Mitte Juni 2023 verlängerte er seinen Vertrag bis zum Ende der Saison 2023/24,
Mitte August 2023 wechselte er, nachdem er in den ersten vier Spielen der neuen Saison von Lyngby eingesetzt wurden war, zum belgischen Erstdivisionär KAS Eupen, bei dem er einen Vertrag mit einer Laufzeit von zwei Jahren unterschrieb. In seiner ersten Saison bestritt er dort 27 von 33 möglichen Ligaspielen, in denen er ein Tor schoss, sowie ein Pokalspiel. In den Play-down-Spielen wurde er wegen einer Muskelverletzung nicht eingesetzt. Die Saison endete mit dem Abstieg der KAS Eupen in die Division 1B. Im September 2024 wurde sein Vertrag in Eupen aufgelöst und er beendete seine Karriere.

### Nationalmannschaft
2010 debütierte Alfreð Finnbogason, der bereits seit Juni des Vorjahres für die isländische U-21-Auswahl aufgelaufen war, in der A-Nationalmannschaft. Beim 2:0-Sieg über die Färöer Ende März 2010 ersetzte er kurz vor Schluss Kolbeinn Sigþórsson. Am 10. Mai 2016 nominierte ihn Nationaltrainer Lars Lagerbäck in den Kader für die Europameisterschaft 2016. Während der EM kam er in drei Partien zum Einsatz, zweimal davon als Einwechselspieler in der Gruppenphase. Auch im Viertelfinale kam er in die Partie, als zur Halbzeit beim Stand von 0:4 bereits eine Vorentscheidung zugunsten des Gegners Frankreich gefallen war.
Beim Weltmeisterschafts-Debüt der isländischen Mannschaft in Russland am 16. Juni 2018 gegen Argentinien erzielte er das erste isländische Tor bei einer WM überhaupt zum Endstand von 1:1.
Am 19. November 2023 absolvierte Alfreð Finnbogason bei einer 0:2-Niederlage gegen Portugal in der EM-Qualifikation sein letztes Länderspiel.

## Erfolge
- isländischer Meister: 2009/10
- Gewinner isländischer Pokal: 2009
- Gewinner schwedischer Supercup: 2012

## Sonstiges
Alfreð Finnbogason schloss erfolgreich ein Fernstudium in Sportmanagement ab und schrieb sich im Anschluss in BWL ein.